# 三爪子線
三爪子線是臺灣日治時期由基隆輕鐵株式會社建設並經營的輕便鐵道路線，早期曾稱瑞芳線，在宜蘭線通車之前，該鐵道線是瑞芳地區重要的交通路線。該路線起自基隆，終於三爪子（猴硐），長9.2哩。
該路線曾經靠著獨佔地位和運送煤礦興盛一時，但隨著官鐵宜蘭線通車到瑞芳、猴硐，以及部分炭坑的關閉，三爪子線的運輸量逐漸下滑。

## 沿革

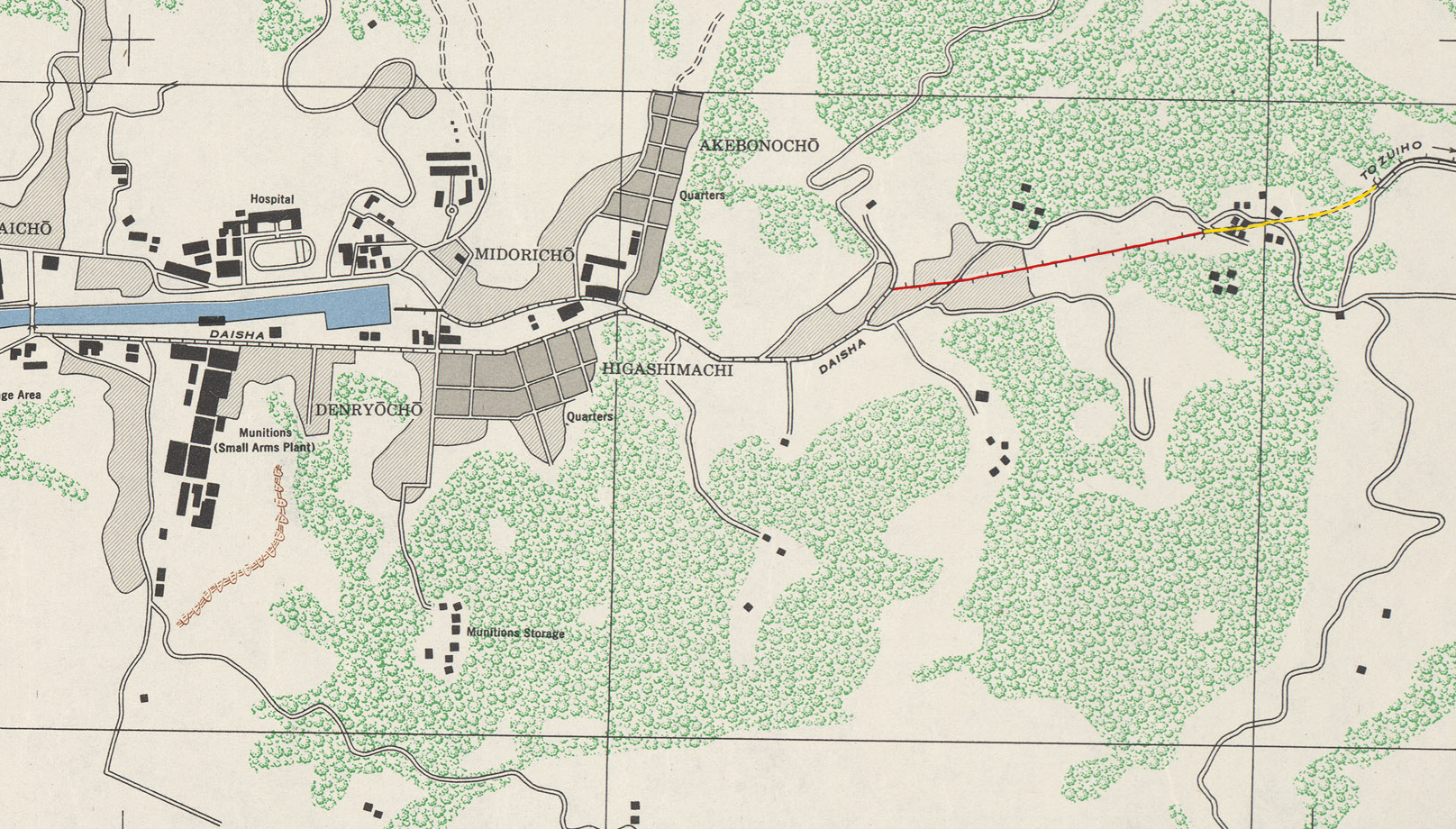
1945年美軍地圖上的三爪子線。紅色線條是圓窗嶺斜坡索道，黃色線條是圓窗嶺隧道。

基隆輕鐵於明治四十三年（1910年）8月1日成立後，從該年9月到次年1月進行線路測量，並在次年（1911年）4月25日向臺灣總督府提出申請鋪設基隆到三爪子之間的輕便鐵道。而由於路線會經過軍區，基隆輕鐵也向基隆要塞司令部提出了申請。之後臺灣總督府於明治四十五年（1912年）1月8日批准此申請，基隆要塞司令部則在同年2月9日批准此申請。
明治四十五年（1912年）5月25日，完成土木工程，開始鋪設軌道。大正元年（1912年）11月6日全線竣工，而後在12月5日開始營運。但通車後不久，基隆輕鐵在次年（1913年）5月27日便開始進行改良工程。其中最重要的在田寮港與深澳坑之間的圓窗嶺路段，該路段在大正三年（1914年）7月完成，工程內容包括興建了長約450公尺的斜坡索道和長約180公尺的圓窗嶺隧道。為了避免隧道滴水造成旅客不快，該路段的客車加裝有雨棚。
二次大戰後，三爪子線改由臺灣軌道運輸公司來營運。

## 路線
該路線從基隆開始，途經田寮港、圓窗嶺、深澳坑、龍潭堵、瑞芳（柑仔瀨）、九芎橋，最後到三爪子（在今猴硐）。